# Youm ou Lila
Youm ou Lila (español: Un día y una noche) es una película de comedia-drama dirigida por Naoufel Berraoui y estrenada en octubre de 2013.

## Sinopsis
La película cuenta la historia de Izza, una madre del campo de Souss, y las dificultades que tiene para cuidar a su hija gravemente enferma. Cada mes, su marido Hussein envía un paquete a su familia con medicamentos para su hija. Cuando una vez se olvida de hacerlo, poniendo en peligro la vida de su hija, Izza -que nunca ha salido de su campo natal- decide hacer un largo viaje a Casablanca en busca de su marido. Conoce a Aziza, una prostituta que la ayudará. El viaje durará un día y una noche, de ahí el título de la película.

## Reparto
- Touria Alaoui
- Majdouline Drissi
- Omar Lotfi
- Machmoum
- Abdelghani Snak
- Youssef Ouzellal